# Теория Большого взрыва (сезон 11)
Одиннадцатый сезон американского ситкома «Теория Большого взрыва», премьера которого состоялась на канале CBS 25 сентября 2017, а заключительная серия вышла 10 мая 2018 года, состоит из 24 эпизодов.

## В ролях
- Джонни Галэки — Леонард Хофстедтер
- Джим Парсонс — Шелдон Купер
- Кейли Куоко — Пенни
- Саймон Хелберг — Говард Воловиц
- Кунал Найяр — Раджеш Кутраппали
- Маим Бялик — Эми Фара Фаулер
- Мелисса Ройч — Бернадетт Ростенковски
- Кевин Зусман — Стюарт Блум

## Эпизоды
| № общий | № в сезоне | Название                                                       | Режиссёр        | Автор сценария | Дата премьеры    | Произв. код | Зрители в США (млн) |
| --- | ---------- | -------------------------------------------------------------- | --------------- | --- | ---------------- | ----------- | ------------------- |
| 232 | 1          | «Предложение по предложению» «The Proposal Proposal»           | Марк Сендроуски | Сюжет : Чак Лорри, Эрик Каплан и Джереми Хоув Телесценарий : Стив Холланд, Мария Феррари и Тара Эрнандес               | 25 сентября 2017 | T12.15601   | 17.65               |
| Шелдон и Эми сообщают друзьям о помолвке. В то время, как Говард узнает эту новость, Бернадетт делает тест на беременность. Результат положительный. Когда компания обсуждает беременность Бернадетт, последняя предлагает Леонарду и Пенни тоже завести ребенка, чтобы вместе пройти через этот путь. Парочка высказывает своё категоричное «нет». В то же время Стюарт сообщает Раджу, что идёт на свидание, тем самым расстроив и без того поникшего от последних новостей Кутрапалли. Шелдон и Эми идут на встречу с коллегами Фары Фаулер. Эми недовольна эгоистичным поведением Шелдона; впрочем, он, как и всегда, ничего не понимает. Парочка ссорится, и Шелдон ищет поддержки у Стивена Хокинга. |            |                                                                |                 | |                  |             |                     |
| 233 | 2          | «Реакция на отречение» «The Retraction Reaction»               | Марк Сендроуски | Сюжет : Стивен Моларо, Стив Холланд и Мария Феррари Телесценарий : Дэйв Гоетч, Эрик Каплан и Энтони Дель Брокколо      | 2 октября 2017   | T12.15602   | 14.06               |
| Неаккуратное высказывание Леонарда ставит под удар всю его карьеру и может стоить ему рабочего места. |            |                                                                |                 | |                  |             |                     |
| 234 | 3          | «Интеграция релаксации» «The Relaxation Integration»           | Марк Сендроуски | Сюжет : Чак Лорри и Стив Холланд и Адам Фаберман Телесценарий : Мария Феррари, Энди Гордон и Тара Эрнандес             | 9 октября 2017   | T12.15603   | 13.13               |
| Шелдон волнуется из-за подготовки к свадьбе, а Радж и Стюарт пытаются познакомиться поближе с новой коллегой Бернадетт. |            |                                                                |                 | |                  |             |                     |
| 235 | 4          | «Взрывная имплозия» «The Explosion Implosion»                  | Марк Сендроуски | Сюжет : Билл Прэди, Мария Феррари и Тара Эрнандес Телесценарий : Стив Холланд, Эрик Каплан и Джереми Хоув              | 16 октября 2017  | T12.15604   | 13.07               |
| В семействе Воловиц родится мальчик. Шелдон и Говард собирают модель ракеты. Бернадет и Радж шьют одежду для ребёнка. А Пенни тем временем подружилась с матерью Леонарда, чем тот сильно обеспокоен. |            |                                                                |                 | |                  |             |                     |
| 236 | 5          | «Загрязнение сотрудничества» «The Collaboration Contamination» | Никки Лорри     | Сюжет : Стивен Моларо, Стив Холланд и Эрик Каплан Телесценарий : Дэйв Гоетч, Мария Феррари и Джереми Хоув              | 23 октября 2017  | T12.15605   | 13.20               |
| Эми и Говард работают вместе. Пенни читает книгу по воспитанию детей. Неожиданно эти знания помогают ей в общении с Шелдоном. |            |                                                                |                 | |                  |             |                     |
| 237 | 6          | «Регенерация «Профессора Протона»» «The Proton Regeneration»   | Марк Сендроуски | Сюжет : Стивен Моларо, Дэйв Гоетч и Алекс Йонкс Телесценарий : Стив Холланд, Энди Гордон, Джереми Хоув                 | 2 ноября 2017    | T12.15606   | 14.14               |
| Говард сделал вазэктомию, а Бернадетт прописали постельный режим. Теперь им придётся оставаться в постели несколько дней. Кто же присмотрит за Хейли? Помощь приходит с самой неожиданной стороны. Шелдон тем временем пробуется на роль нового Профессора Протона. |            |                                                                |                 | |                  |             |                     |
| 238 | 7          | «Методология геологии» «The Geology Methodology»               | Марк Сендроуски | Сюжет : Стивен Холланд, Энтони Дель Брокколо и Адам Фаберман Телесценарий : Эрик Каплан, Мария Феррари и Тара Эрнандес | 9 ноября 2017    | T12.15607   | 13.80               |
| Берт просит помощи Шелдона с геологическим исследовательским проектом, касающемся тёмной материи. Шелдон тайно соглашается, но слишком стыдится признать, что он работает «с камнями». Берт узнаёт об этом и прекращает своё сотрудничество с Шелдоном. После разговора с Эми, Шелдон идёт извиниться, — и обнаруживает там Леонарда, занявшего его место. Между тем, Радж снова натыкается на Ручи и отправляется с ней на свидание, где узнаёт, что она не верит в романтическую любовь. После Бернадетт и Говард сообщают Раджу, что он может просто заниматься сексом с Ручи, — и он соглашается поддерживать видимость случайных отношений. |            |                                                                |                 | |                  |             |                     |
| 239 | 8          | «Отскакушка Теслы» «The Tesla Recoil»                          | Энтони Рич      | Сюжет : Чак Лорри и Эрик Каплан и Тара Эрнандес Телесценарий : Стив Холланд, Мария Феррари и Джереми Хоув              | 16 ноября 2017   | T12.15608   | 13.44               |
| Шелдон скрыл от друзей, что за их спиной продолжил работу с военными; Леонард и Говард говорят, что Шелдон подобен Томасу Эдисону, стяжавшему вознаграждение за чужие идеи, — в то время как они больше похожи на Никола Тесла. Леонард и Говард привлекают к расчётам Барри Крипке, чтобы помочь создать идею, лучшую, чем у Шелдона, — но Крипке сам идёт к военным, выдавая все их идеи за свои. Между тем, Бернадетт опасается, что Ручи пытается украсть её проекты на работе, пока она находится в декретном отпуске, и подвигает Раджа шпионить за ней. Хотя он находит доказательства того, что Ручи может прибрать к рукам проекты Бернадетт, Радж пытается защитить Ручи, как её парень. Но Ручи недовольна его вмешательством и быстренько расстаётся с Раджем. |            |                                                                |                 | |                  |             |                     |
| 240 | 9          | «Запутанность биткойна» «The Bitcoin Entanglement»             | Марк Сендроуски | Сюжет : Стив Холланд, Энди Гордон и Джереми Хоув Телесценарий : Дэйв Гоетч, Мария Феррари и Энтони Дель Брокколо       | 30 ноября 2017   | T12.15609   | 13.84               |
| В 2010 году Леонард, Радж и Говард намайнили много биткойнов, которые, семь лет спустя, стали стоить тысячи долларов, — хотя Шелдон предпочёл не участвовать в этом из-за налоговых последствий. Флэшбэки показывают, как биткойны оказались на ноутбуке, который Пенни отдала своему старому парню Заку после того, как они с Леонардом расстались. В 2017 году Леонард и Пенни забирают аппарат у Зака, который впервые показывает им видео пьяной Пенни, раскаивающейся из-за разлуки с Леонардом. Но биткойны не найдены на ноутбуке. Выясняется, что Шелдон перенёс все данные на флешку-брелок Леонарда, чтобы преподать им урок; но Леонард потерял этот брелок много лет назад. Финальный флэшбэк из 2013-го показывает Стюарта, обнаружившего в своём магазине потерянный флэш-накопитель, который он решает переформатировать и продать за 10 долларов. |            |                                                                |                 | |                  |             |                     |
| 241 | 10         | «Размывание доверия» «The Confidence Erosion»                  | Марк Сендроуски | Сюжет : Билл Прэди, Мария Феррари и Адам Фаберман Телесценарий : Стив Холланд, Эрик Каплан и Тара Эрнандес             | 7 декабря 2017   | T12.15610   | 14.41               |
| Когда Радж проваливает собеседование в планетарии, его отец говорит, что у того нет уверенности в себе, потому что Говард всегда высмеивает его. Радж отдаляется от Говарда, а позже получает эту работу. Говард страдает из-за этого и пытается восстановить дружбу с Раджом после его первого (провального) собеседования в планетарии; но когда он видит, как тот всё же получает должность, он уходит, не говоря с ним, — решив, что жизнь Раджа будет лучше без него. Между тем, Шелдон и Эми пытаются случайным образом разделить свадебные задачи, но всё равно продолжают без конца спорить. Единственное, о чем они могут договориться, это о том, что они хотят пожениться, — поэтому они решают пойти и простенько, без затей, пожениться в мэрии. Однако, уже в мэрии Шелдон решает, что хочет сначала потанцевать со своей молодой женой, — и они едут домой, планировать свою 'полнометражную' свадьбу. |            |                                                                |                 | |                  |             |                     |
| 242 | 11         | «Праздничная ревеберация» «The Celebration Reverberation»      | Марк Сендроуски | Сюжет : Стив Холланд, Эрик Каплан и Алекс Эйерс Телесценарий : Дэйв Гоетч, Мария Феррари и Джереми Хоув                | 14 декабря 2017  | T12.15611   | 13.74               |
| Радж и Говард по-прежнему в ссоре, и Говард не приглашает Раджа на день рождения Хэлли. Однако, когда ожидавшаяся помощь Говарду от Стюарта отменяется буквально в последнюю минуту, Радж соглашается спланировать вечеринку, - которая получается не слишком хорошей из-за того, что Хэлли спит, Бернадетт — в постели и, вообще, никто не пришёл. Когда Радж и Говард устраивают толкотню в надувном доме-батуте, они, в конечном итоге выпускают пар (и свои разочарования друг в друге), — и весело мирятся. Леонард находится в депрессии после получения от его успешного брата рождественской открытки и пытается составить список того, что он и Пенни достигли в этом году, но придумывается «как-то-не-многое». Это заставляет их подумать о своих планах на будущее, поэтому они решают поездить на экскурсии и добиться большего от совместной жизни. Шелдон готовит на день рождения для Эми тематический аутентичный ужин по её любимому произведению «Маленький домик в прерии», — который становится причиной сильного пищевого отравления их обоих. Они, в конечном итоге, восстановились достаточно, чтобы присутствовать на дне рождения Хэлли с другими, — где они решили весело провести время в домике-батуте, а затем заняться сексом в доме Говарда и Бернадетт. |            |                                                                |                 | |                  |             |                     |
| 243 | 12         | «Брачная метрика» «The Matrimonial Metric»                     | Марк Сендроуски | Сюжет : Мария Феррари, Тара Эрнандес и Джереми Хоув Телесценарий : Стив Холланд, Эрик Каплан и Энди Гордон             | 4 января 2018    | T12.15612   | 16.16               |
| Подготовка к свадьбе Шелдона Купера и Эми Фара Фаулер идет на полном ходу. Будущие молодожены поняли, что настал идеальный момент для выбора свидетелей. Чтобы подобрать подружку невесты и дружка жениха, парочка решает провести на своих друзьях ряд экспериментов. Естественно, ребята ни о чем не догадываются. Также Эми узнает, что на самом деле о ней думает Пенни. Понравится ли ей такая правда? |            |                                                                |                 | |                  |             |                     |
| 244 | 13         | «Сольное колебание» «The Solo Oscillation»                     | Марк Сендроуски | Сюжет : Чак Лорри и Стив Холланд и Энтони Дель Брокколо Телесценарий : Эрик Каплан и Мария Феррари и Джереми Хоув      | 11 января 2018   | T12.15613   | 15.93               |
| Когда Шелдон объявляет Эми, что он решает работать без нее, она сближается с Леонардом на фоне серии научных экспериментов. Геолог Берт становится заменой в группе Воловица "Следы на Луне", а Шелдон видит в Пенни источник научного вдохновения. |            |                                                                |                 | |                  |             |                     |
| 245 | 14         | «Треугольная декомпозиция» «The Separation Triangulation»      | Марк Сендроуски | Сюжет : Чак Лорри и Эрик Каплан и Мария Феррари Телесценарий : Стивен Моларо и Стив Холланд и Тара Эрнандес            | 18 января 2018   | T12.15614   | 14.92               |
| Кутраппали оказывается в центре семейной драмы, когда узнает, что у девушки Нелл, с которой он начал встречаться, есть очень расстроенный муж Оливер. Когда Шелдон снимает свою старую комнату для работы, он сводит с ума Леонарда, будучи идеальным квартиросъемщиком. |            |                                                                |                 | |                  |             |                     |
| 246 | 15         | «Корреляция романизации» «The Novelization Correlation»        | Марк Сендроуски | Сюжет : Стив Холланд и Энди Гордон и Адам Фаберман Телесценарий : Эрик Каплан и Мария Феррари и Джереми Хоув           | 1 февраля 2018   | T12.15615   | 14.69               |
| Леонард пишет детектив, главным женским персонажем которого является копия Пенни. Ну, или Бернадет. Леонард и сам не может разобраться. Когда Эми зовут на новое "Шоу профессора Протона", она отказывается, чтобы не расстраивать Шелдона. Это заставляет доктора Купера начать работу над собой, ведь он не хочет, чтобы Эми чувствовала себя несчастной, отказывая себе в чем-то только из-за него. |            |                                                                |                 | |                  |             |                     |
| 247 | 16         | «Неонатальная номенклатура» «The Neonatal Nomenclature»        | Гэй Линвилл     | Сюжет : Эрик Каплан и Мария Феррари и Энтони Дель Брокколо Телесценарий : Стив Холланд и Тара Эрнандес и Адам Фаберман | 1 марта 2018     | T12.15616   | 13.75               |
| Когда Бернадетт все не рожает, друзья различными способами пытаются добиться этого. В это время Бернадетт и Воловиц конфликтуют, когда Эми рассказывает Говарду, что его жена уже выбрала имя для их сына. |            |                                                                |                 | |                  |             |                     |
| 248 | 17         | «Локализация в «Атенейе»» «The Athenaeum Allocation»           | Марк Сендроуски | Сюжет : Стив Холланд и Стивен Моларо и Тара Эрнандес Телесценарий : Дэйв Гоетч и Эрик Каплан и Мария Феррари           | 8 марта 2018     | T12.15617   | 13.88               |
| Леонард прыгает выше своей головы, чтобы помочь Шелдону и Эми организовать идеальное место для свадьбы. В семье Воловиц происходит конфликт по поводу того, кто должен остаться с детьми дома, а кто выйти на работу. |            |                                                                |                 | |                  |             |                     |
| 249 | 18         | «Волнение из-за Гейтса» «The Gates Excitation»                 | Марк Сендроуски | Сюжет : Эрик Каплан и Мария Феррари и Энди Гордон Телесценарий : Стив Холланд и Тара Эрнандес и Джереми Хоув           | 29 марта 2018    | T12.15618   | 13.26               |
| Билл Гейтс наносит визит на работу Пенни, и ребята пытаются с ним встретиться. Наступает веселье. |            |                                                                |                 | |                  |             |                     |
| 250 | 19         | «Диссоциация арендаторов» «The Tenant Disassociation»          | Марк Сендроуски | Сюжет : Стив Холланд и Джереми Хоув и Тревор Альпер Телесценарий : Дэйв Гоетч и Эрик Каплан и Мария Феррари            | 5 апреля 2018    | T12.15619   | 13.00               |
| Когда Леонард узнает, что Шелдон является президентом ассоциации арендаторов, он решает баллотироваться против него. Кроме того, Бернадетт заставляет Воловица и Кутраппали найти владельца беспилотного летательного аппарата после того, как они нашли его на заднем дворе. |            |                                                                |                 | |                  |             |                     |
| 251 | 20         | «Потенциал затворничества» «The Reclusive Potential»           | Марк Сендроуски | Сюжет : Мария Феррари и Энтони Дель Брокколо и Тара Эрнандес Телесценарий : Стив Холланд и Эрик Каплан и Адам Фаберман | 12 апреля 2018   | T12.15620   | 12.77               |
| Блестящий ученый доктор Волкотт приглашает Шелдона к себе. Леонард, Радж и Говард отправляются с ним. Пенни и Бернадетт устраивают Эми девичник, но понравится ли невесте задумка ее подруг? |            |                                                                |                 | |                  |             |                     |
| 252 | 21         | «Поляризация кометы» «The Comet Polarization»                  | Марк Сендроуски | Сюжет : Стив Холланд и Билл Прэди и Эрик Каплан Телесценарий : Мария Феррари и Энди Гордон и Тара Эрнандес             | 19 апреля 2018   | T12.15621   | 12.91               |
| Пенни и Раджеш спорят о том, кто первый заметил комету. Магазин комиксов становится популярным, что не нравится Шелдону. Говард и Бернадетт пытаются устроить ночное свидание. |            |                                                                |                 | |                  |             |                     |
| 253 | 22         | «Денежная недостаточность» «The Monetary Insufficiency»        | Никки Лорри     | Сюжет : Дэйв Гоетч и Мария Феррари и Тара Эрнандес Телесценарий : Стив Холланд и Эрик Каплан и Джереми Хоув            | 26 апреля 2018   | T12.15622   | 11.79               |
| Шелдон отправляется в Вегас, чтобы выиграть деньги для науки. Кроме того, Пенни и Бернадетт берут в свои руки покупку свадебного платья для Эми, но ее страх перед выбором запутывает их в паутине лжи. |            |                                                                |                 | |                  |             |                     |
| 254 | 23         | «Семейная реструктуризация» «The Sibling Realignment»          | Марк Сендроуски | Сюжет : Стив Холланд и Эрик Каплан и Энтони Дель Брокколо Телесценарий : Дэйв Гоетч и Мария Феррари и Джереми Хоув     | 3 мая 2018       | T12.15623   | 12.93               |
| Когда Шелдон узнает, что его мать не будет присутствовать на его свадьбе, если он не пригласит своего брата Джорджи, он и Леонард отправятся в Техас, чтобы закончить семейную вражду. Кроме того дети Воловица непреднамеренно заражают Эми, Бернадетт, Воловица и Кутрапали конъюнктивитом. |            |                                                                |                 | |                  |             |                     |
| 255 | 24         | «Асимметрия галстука-бабочки» «The Bow Tie Asymmetry»          | Марк Сендроуски | Сюжет : Чак Лорри и Стивен Моларо и Мария Феррари Телесценарий : Стив Холланд и Эрик Каплан и Тара Эрнандес            | 10 мая 2018      | T12.15624   | 15.51               |
| Когда родители Эми и семья Шелдона приходят на свадьбу, все сосредоточены на том, чтобы все соответствовало плану - все, кроме жениха и невесты. |            |                                                                |                 | |                  |             |                     |